# Varian Fry
Varian Mackey Fry (New York, 15 ottobre 1907 – Redding, 13 settembre 1967) è stato un giornalista e intellettuale statunitense.

## Biografia
Appartenente a una famiglia della buona borghesia, fu un brillante studente ad Harvard dove nel 1927 fondò, assieme a Lincoln Kirstein, il trimestrale letterario Hound & Horn. Inviato in Europa per la rivista The Living Age ebbe occasione di assistere a Berlino nel 1935 a vessazioni e violenze antiebraiche da parte dei nazisti che lo spinsero verso un'attività antinazista. Poco dopo la caduta della Francia, occupata dalle truppe del Terzo Reich, nel giugno 1940 Fry aderì all'Emergency Rescue Committee (ERC) fondato da antifascisti statunitensi fra i quali vi era Eleanor Roosevelt; nell'agosto 1940, Fry si trasferì a Marsiglia, come rappresentante dell'ERC, con lo scopo di aiutare ebrei e antifascisti.
Operando nella Francia di Vichy, salvò la vita a più di 2 000 persone fra professori, letterati, artisti ed ebrei, dalla deportazione nazista, organizzando una rete di fuga verso gli Stati Uniti d'America tramite la Spagna e il Portogallo. Agevolò la fuga anche di Marc Chagall e della moglie nel 1941, oltreché, tra gli altri, di Hannah Arendt, Franz Werfel, Lion Feuchtwanger, Anna Seghers, Golo Mann, Alma Mahler Schindler, Claude Lévi-Strauss. Dalla sua periferica posizione a Marsiglia, e aiutato da varie persone sia per i soldi necessari che per i permessi, Fry si appoggiava all'Unitarian Service Committee a Lisbona per aiutare i profughi che egli inviava là. Quell'ufficio, gestito gli Unitariani statunitensi sotto la direzione di Robert Dexter, aiutò i rifugiati ad attendere in sicurezza l'ottenimento di permessi e documenti necessari al viaggio via mare da Lisbona.
Nel settembre 1941, egli venne espulso dalla Francia con l'accusa di collaborazionismo e difesa di criminali dediti all'anti-nazismo e tornò in America, dopo aver passato un mese a Lisbona. La sua opera sotto copertura aveva dato fastidio sia a membri Governo di Vichy che ad alcuni del Dipartimento di Stato statunitense. Nonostante la pubblicazione di un libro e di vari articoli di accusa sull'indifferenza nei confronti dell'Olocausto degli ebrei d'Europa, la sua vicenda biografica ha acquisito notorietà solamente dopo la sua morte. Postumo, fu insignito della legion d'onore francese.
Nel 1995 è stato il primo cittadino statunitense inserito nella lista dei giusti tra le nazioni. Nel 1998 ha ricevuto la cittadinanza ad onore dello stato di Israele. Su iniziativa del console generale statunitense di Marsiglia, la piazza antistante il consolato è stata rinominata Place Varian Fry. Anche a Berlino e a Ridgewood due strade portano il suo nome. Sulla vicenda dello straordinario salvataggio di migliaia di persone a Marsiglia, è stato tratto nel 2001 il film La guerra di Varian, interpretato dall'attore statunitense William Hurt e una serie televisiva in onda nel 2025 su Netflix TRANSATLANTIC

## Pubblicazioni
- "A Bibliography of the Writings of Thomas Stearns Eliot", Hound & Horn, 1928.
- War in China: America's Role in the Far East, New York: Foreign Policy Association, 1938.
- Bricks Without Mortar: The Story of International Cooperation, New York: Foreign Policy Association, 1938.
- Headline Books, New York: Foreign Policy Association, 1938.
- The Peace that Failed: How Europe Sowed the Seeds of War, New York: Foreign Policy Association, 1939.
- Consegna su richiesta. Marsiglia 1940-1941. Artisti, dissidenti ed ebrei in fuga dai nazisti (Surrender on Demand, 1945), a cura di V. Parlato, Collana La nuova diagonale n.97, Palermo, Sellerio, 2013, ISBN 978-88-389-2908-3.
- To Whom it May Concern, 1947.
- Assignment Rescue: An Autobiography, Madison, Wisconsin: Demco, 1992. ISBN 978-0-439-14541-1.

### Come coautore
- con David H. Popper e Shepard Stone, The Puzzle of Palestine, New York: Foreign Policy Association, 1938.
- con Delia Goetz, The Good Neighbours: The Story of the Two Americas, The Foreign Policy Association, 1939.
- con Emil Herlin, War Atlas: A Handbook of Maps and Facts, New York: Foreign Policy Association, 1940.
- con Wolfe, Henry Cutler, James Frederick Green, Stoyan Pribichevich, William V. Reed, Elizabeth Ogg ed Emil Herlin, Spotlight on the Balkans, New York: Foreign Policy Association, 1940.